# داتشيس (مقاطعة)
مقاطعة داتشيس (بالإنجليزية: Dutchess County)، هي مقاطعة تقع في ولاية نيويورك الأمريكية. وفقًا لتعداد عام 2020، بلغ عدد سكانها 295,911 نسمة. مركز المقاطعة هو مدينة بوكيبسي. تأسست المقاطعة عام 1683 كواحدة من أوائل اثنتي عشرة مقاطعة في نيويورك، وتم تنظيمها رسميًا في عام 1713. تُعد مقاطعة داتشيس جزءًا من منطقة كيرياز جويل – بوكيبسي – نيوبرغ الحضرية، والتي تنتمي إلى المنطقة الإحصائية المركبة الأكبر نيويورك – نيوآرك – بريدج بورت، التي تشمل ولايات نيويورك ونيوجيرسي وكونيتيكت وبنسلفانيا. تقع المقاطعة ضمن منطقة وادي هدسون في الولاية.

## أعلام
- آدا بالمر روبرتس
- إسحاق بلوم
- بوب ميرفي
- صموئيل كوبر
- إي. مارك ستيرن
- هومر س. بليك
- جيمس مايرز